# Кодисаго (Белуно)
Кодисаго (итал. Codissago) је насеље у Италији у округу Белуно, региону Венето.
Према процени из 2011. у насељу је живело 533 становника. Насеље се налази на надморској висини од 468 м.